# 日暮吉延
日暮 吉延（ひぐらし よしのぶ、1962年11月24日 - ）は、日本の政治学者。帝京大学法学部教授。専門は日本政治外交史、国際関係論。東京裁判史の研究者として知られている。
東京都出身。鹿児島大学教養部助教授、鹿児島大学法文学部法政策学科教授を経て現職。2003年、著書『東京裁判の国際関係』で2002年度吉田茂賞を受賞、2008年『東京裁判』でサントリー学芸賞受賞。

## 学歴
- 1986年　立教大学法学部法学科卒業。
- 1993年　立教大学大学院文学研究科史学専攻博士後期課程満期退学。
- 2000年　「東京裁判の国際関係：国際政治における権力と規範」で、博士（政治学）の学位を学習院大学より取得[3]。

## 職歴
- 1993年　鹿児島大学教養部専任講師。
- 1994年　鹿児島大学教養部助教授。
- 1997年　鹿児島大学法文学部助教授。
- 2004年　鹿児島大学法文学部教授。
- 2012年　帝京大学法学部教授。

## 著書

### 単著
- 『東京裁判の国際関係――国際政治における権力と規範』（木鐸社、2002年）
- 『東京裁判』（講談社［講談社現代新書］、2008年）

### 共著
- （牛村圭）『東京裁判を正しく読む』（文藝春秋［文春新書］、2008年）

### 共著（部分執筆）
- 伊藤隆編『日本近代史の再構築』（山川出版社、1993年）
- 近代日本研究会編『年報・近代日本研究（16）　戦後外交の形成』（山川出版社、1994年）
- 五十嵐武士・北岡伸一編『＜争論＞東京裁判とは何だったのか』 （築地書館、1997年）

### 訳書
- アーノルド・ブラックマン『東京裁判――もう一つのニュルンベルク』（時事通信社、1991年）
- マヤ・トデスキーニ編『核時代に生きる私たち――広島・長崎から50年』（時事通信社、1995年）

### 監修
- ジョン・ルース『スガモ尋問調書』（読売新聞社、1995年）